# Pero Čingrija
Pero Čingrija (Dubrovnik, 24. kolovoza 1837. – Dubrovnik, 13. srpnja 1921.), hrvatski političar. Uz Frana Supila bio je, jamačno, najveći i najuspješniji dubrovački i dalmatinski političar od početka 1860-ih do propasti Habsburške Monarhije. Bez ikakva dvojenja bio je najdugovječniji i najpopularniji gradonačelnik u dubrovačkoj povijesti. Gradonačelnik Dubrovnika bio je od 1878. do 1882., pa neprekidno od 1899. do 1911. godine. Bio je veoma cijenjen kao građanski intelektualac, odvjetnik, a iznad svega kao predani pripadnik i predvodnik Narodne stranke. Perov sin Melko također je bio političar.
Nakon smrti Mihe Klaića (1896.) i Gaje Bulata (1900.) postao je vođom Narodne hrvatske stranke na razini Dalmacije. Zauzimao se za suradnju dubrovačkih narodnjaka i umjerenih pravaša, tako snažno djelujući na pravaškog predvodnika Frana Supila, čime je krajem 1890-ih u Gradu bila oblikovana snažna hrvatska (narodnjačko-pravaška) fronta, koja je 1899. zauvijek porazila srpsko-autonomašku koaliciju. Plodove dubrovačke suradnje prenio je i na razinu Dalmacije kad je upravo njegovim zalaganjem 26. travnja 1905. došlo do fuzije dalmatinskih narodnjaka i umjerenih pravaša u Hrvatsku stranku, čijim predsjednikom je odmah postao. Međutim, kad je u vodstvu dalmatinske Hrvatske stranke prevladalo proaustrijsko raspoloženje, i kad je 14. rujna 1908. za njenog predsjednika izabran austrofil dr. Vicko Mihaljević, pod Čingrijinim utjecajem iz vodstva stranke istupili su dubrovački i korčulanski predstavnici, da bi samo nakon dva dana, već 20. rujna, u Dubrovniku osnovali Samostalnu organizaciju Hrvatske stranke na čelu s Čingrijom. Bio je jedan od utemeljitelja politike novog kursa. Kao predsjednik hrvatskog kluba u Dalmatinskom saboru početkom listopada 1905. predsjedavao je konferencijom u Rijeci na kojoj je usvojena Riječka rezolucija koja je označila pobjedu politike novoga kursa, a nakon toga i član hrvatskog odbora koji je trebao pregovarati s predstavnicima mađarske oporbe o realizaciji odredbi Riječke rezolucije. U Dubrovniku je putem lista Crvena Hrvatska vodio uspješnu borbu s pripadnicima čistih pravaša i s njihovim listom Prava Crvena Hrvatska. Bio je pošten i razuman političar, humanist i dobrotvor, kao gradonačelnik omiljen među narodom. Neprekidno je biran u Dalmatinski sabor od njegova ponarođenja (1870.) do 1911. godine. Nakon Prvog svjetskog rata i propasti Habsburške Monarhije bio je izabran za predsjednika Narodnog vijeća Dubrovnika. Bio je zagovornik osnivanja južnoslavenske države, ali se ubrzo razočarao odnosima i organizacijom unutar novostvorene države. Danas na Montovjerni tik do Boninova postoji Villa Čingrija danas u vlasništvu Grada Dubrovnika, a kupalište ispod nje naziva se Čingrija. Postoji i vaterpolski klub Čingrija koji se natječe u Divljoj ligi.